# 趙鏞基

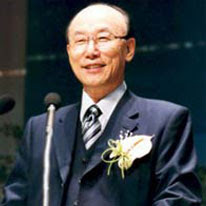
趙鏞基（2015年）

趙 鏞基（チョー・ヨンギ、1936年2月14日 - 2021年9月14日）は、韓国の牧師。ソウルにある世界最大のキリスト教会、汝矣島純福音教会の創立者。日本一千万救霊運動を展開。アッセンブリーズ・オブ・ゴッド世界総裁を務める。本貫は咸安趙氏。

## 経歴
- 1936年2月 朝鮮半島慶尚南道（現在は大韓民国）にて生誕
- 1958年3月 純福音神学校（現在の韓世（ハンセ）大学校）卒業
- 1958年5月18日 デゾ洞純福音教会創立、汝矣島純福音教会堂会長
- 1966年-1978年 大韓アッセンブリーズ・オブ・ゴッド総会長
- 1978年 カリフォルニア神学大学名誉文学博士
- 1989年 オーラル・ロバーツ大学名誉牧会学博士
- 1986年 純福音学院韓世大学校理事長
- 1992年9月- 2000年8月、アッセンブリーズ・オブ・ゴッド世界総裁
- 2021年9月14日 ソウル大学病院[1]にて永眠。

### 誕生から現在まで
1936年2月14日、大日本帝国の統治下にあった朝鮮半島の慶尚南道（現在は大韓民国）にて生まれる。17歳のとき肺結核を患い、死を目前に病床生活を送っていたが、見舞いに来た姉の友人を通して福音を聞きイエス・キリストを信じ、奇跡的に癒される。
1956年「純福音神学校」に入学、後の牧会同労者で義理の母となる崔子実(チェ・ジャシル)牧師に出会う。神学校を卒業した1958年、崔牧師の自宅で創立礼拝を捧げる。その地に、7年間全身麻痺で病んでいたムソンという子どもの母親がいた。神の力を求める趙は11ヶ月に渡り祈り続けた。ある夜母親は、自宅にいるはずの趙が母親の家の庭に来て祈っている幻と声を聞き、その声で立ち上がると癒されてしまった。これにより、巫女と村のチンピラたちまでもがイエスを信じるようになり、異教者たちは自分達の拝殿に火をつけ、焼き払ってしまった。村中の人々が出て来て祝福し、その土地を趙に贈った。その後天幕礼拝を開始。1961年1500席の会堂が完成。1964年信徒数3,000名。多忙により倒れた趙は、聖書の出エジプト18：18により区域組織を活性化。これが教会成長の基盤となる。1968年信徒数8,000名。
1969年、ヨイドにて会堂建築に着工。直後にオイルショックに見舞われ、趙は財政的に絶望状況に陥る。工事は中断し、中断した地下室で毎晩神に叫び祈った。信徒たちも「教会蘇生運動」を開始。ついに1973年会堂が完成した。以降教会は急成長。1979年10万名、1981年20万名。1984年40万名、2006年78万名。世界最大のキリスト教会としてギネスブックに登録されている。
教会のほかに国民日報、ハンセ大学、エリム福祉タウン、良い人々（NGO）などの機関・団体を設立しながら、宣教と教育、福祉と救済ミニストリーなどを行っている。

## 日本宣教への情熱
趙によれば、あるとき神に「日本へ行け」といわれたが、日本統治時代には「吉田」姓を強制された経験もしていたこともあり、当時の趙は日本が大嫌いだった。「アメリカ、ヨーロッパにやるべきことが沢山あります」と必死に抵抗するも、断固日本へ行けと命じられたため、不本意ながらも日本へと渡り、伝道することにした。
しかし来日後に日本宣教への思いを燃やし始め、『日本一千万救霊運動』を展開。話せなかった日本語を必死で学び、日本のために日々泣きながら祈った。夢の中でも日本語を話している日々が続いた。そんな趙の姿に汝矣島純福音教会の聖徒の人々が「趙先生は日本人になったらよいのではないですか」と冗談交じりに言うほどであったという。
1980年7月6日からは近畿テレビ、他全国ネットで『幸福への招待』というタイトルで趙の番組が放映され、『日本一千万救霊運動』にはますます拍車がかかるようになった。以降は頻繁に来日し、番組とリンクさせたものを含めた聖会、祈りの訓練セミナー、訪韓ツアーなどを多数開催。番組は1998年に終了したが、その後も継続的に来日し、日本一千万救霊運動を継続している。

### 日本一千万救霊運動
日本のキリスト教界には「一千万救霊の実現」という合い言葉が定着している。ピーター・ワグナー博士によると、『日本一千万救霊』のヴィジョンはまず最初に趙に1977年に神から示された。以前に50万人教会の目標を聞かされ、「気が狂っている」と思っていたが実際に実現したため、このヴィジョンもその目標は神から来たものに違いない、と確信したという。

### テレビ放送『幸福への招待』
1980年7月から1998年3月まで近畿テレビ、他全国ネットで放送された。
番組は「日本一千万人の救いを願って」というオープニングナレーションで始まり、趙が日本語で語った、番組用に録画したメッセージ・質問コーナーなどを放送。他にも汝矣島純福音教会や世界各国での趙の宣教の日本語吹き替え放送、クリスチャンの証、賛美、牧師のゲスト出演など。
司会は大久保みどり牧師（主・イエスキリスト教会）。またゲスト出演した著名クリスチャン、牧師は多数である。日本へ最初に趙を招いた吉山宏牧師（小岩栄光キリスト教会）、滝元明牧師（新城教会/全日本リバイバルミッション）、大川従道牧師（大和カルバリーチャペル）、菅原亘牧師（神戸キリスト栄光教会）、水野明廣牧師（クリスチャンライフ主任牧師）、榮義之牧師（生駒聖書学院院長/エリムキリスト教会）、万代栄嗣牧師（松山福音センター）、青木靖彦牧師（グッド・サマリタン・チャーチ）、稲福エルマ牧師（新宿シャローム教会）、大川修平牧師（高知ペンテコステ教会）、ウィリアム・ウッド牧師（真理のみことば伝道協会主事）、妹尾光樹牧師（純福音成田教会）、吉田芳幸（ベタニヤチャーチ長老/アンテオケ国際宣教神学校理事長）、ベアンテ・ボーマン宣教師（東京交響楽団首席チェリスト）、胡美芳（福音歌手）、新垣勉（テノール歌手/牧師）、小坂忠（ゴスペルシンガー/牧師）、岩渕まこと（ゴスペルシンガー）、アーサー・ホーランド牧師（アーサーホーランドミニストリー）、石井希尚（作家/ゴスペルシンガー/牧師）他。

## ミニストリー

### 純福音神学
趙を堂会長とする汝矣島純福音教会は「純福音神学」を基本教理としている。それは『聖書に記されている御言葉をあるがまま受け入れる純粋な福音』であるとし、その基層となるのは「五重の福音」（新生の福音、聖霊充満の福音、癒しの福音、祝福の福音、再臨の福音）と呼ぶ聖書の5つの主題、そしてその福音の適用としての「三重の祝福」（私たちの霊、魂、肉体において、人生のすべての領域に幸を得る）であるとしている。この神学に対し「繁栄の神学」「ご利益信仰」だとする意見があるが、趙はご利益信仰を説教したことはない。恵みについてだけでなく、むしろキリストを信じることにより十字架を背負うこと、神による訓練についても説教している。

### パウロからダビデへ
趙は世界宣教をするにあたって、訪問地の人々に名前を覚えてもらいやすいように、という配慮から「パウロ」（Paul Yonggi Cho）という英語名を用いるようになった。国の言語によっては、「チョー」などの発音があまり用いられないため、覚えにくかったからである。また、尊敬するパウロ先生のように神のために働きたい、という思いも込めていた。
1990年代初めごろ、韓国のアッセンブリーズ・オブ・ゴッド教団（以下AG）は、AG・キリスト/AG・イエスの2つに分裂した状態だった。統一に向けた話し合いが不調だったある日、神は「英語名をパウロからダビデ（David Yonggi Cho）に変えよ」といわれた。
当時の汝矣島純福音教会の長老達に話すと猛反対された。趙は「名前を変えるのは本当に大変です。印刷物なども全部変えなければなりませんし、海外の方も別の人物と勘違いするかもしれません。長老も猛反対です。」と必死に神に説明するも、断固変えよと命じられた。
「パウロ・チョー・ヨンギの命を教団の統一という十字架に捧げよ。そしてダビデ・チョー・ヨンギとして復活するのだ。」神に指示された通りに両教団関係者との会合で宣言し、両教団は不可能かと思われた統一を電撃的に果たした。
2014年5月には、韓国教会の大統合のため、韓国基督教総連合会（韓基総＝CCK、ホン・ジェチョル代表会長、67加盟教団）と韓国教会連合（韓教連＝CCIK、ハン・ヨンフン代表会長、35加盟教団）の双方の関係者より趙が大統合の仲介役として推薦された。

### 奇跡のロシア聖会
ソビエト連邦の崩壊から1年後、趙はロシアを訪問。1992年6月16日から3日間の聖会を開催した。ロシア正教会の組織的妨害が懸念されたため、KGB秘密警察の警戒の元で行われた。
クレムリン宮殿は国会議事堂であり管理も厳しいところであるため、ロシア内務省の許可を受け、説教した。その中で趙は共産主義、無神論をはげしく非難した。これに危機感を持った保守主義者・共産主義者・ロシア正教会が「このような説教をさせてはいけない」と3日目にクレムリン宮殿の門を閉じてしまった。信教の自由といいつつも、まだまだ権力層の宗教弾圧が存在していたのである。雲の様な群集が宮殿横の公園に集まっていた。公園に行って説教するというと長老が必死で止めた。「今晩監獄に入ることになってしまいます」「よろこんで監獄に行く、証になるから」。ロシア関係者に長老たちと共に交渉したが「絶対許可しない、そのような説教をするとは思わなかった」。
公園に行くと3万名以上の群集が押し寄せていた。クレムリンは6千名収容だが、それをはるかに越える大群集である。6月で白夜。深夜0時でも昼のように明るい。趙は心が燃えて燃えてたまらない。神に祈り、「行く。今晩監獄に入る。」公園に行くと通訳者が逃げていていない。誰かいませんかというと、1人の女性が名乗り出た。「監獄に入っても大丈夫です」地下教会がすばやく発電機を用意する。マイクを木につける。説教を始めると群衆は泣いて、泣いて大声で叫び、ロシアの中心に声が響きわたり、電車も止まり、バスも止まり、歩く人々が止まってみんな公園のほうをみて交通渋滞になってしまった。
ロシアの警察は、大人数で趙の方へ走ってきた。「逮捕される。」覚悟を決め、勇気を出してさらに叫んで説教した。さらに1週間身辺警護をしていたKGB12名がやってきた。強面の彼らは１週間一度も趙が話しかけても話さない。KGBが警察に話して、警察は退いた。
KGBは流暢な英語で話しかけた。「先生。説教を続けなさい。私達は先生を警護するうち、皆クリスチャンになりました。」
この聖会は3日間で延べ4万人以上動員し、新たに1万3千名が信仰を持った。

## 『第四次元』の新たな啓示
趙は1981年、『第四次元』(幸福への招待発行)を著した。そこに書かれた信仰の奥義は、20年以上の苦闘、断食、徹夜の祈り等を通して、神に忠実に従う中、神ご自身から啓示された。それは聖書に書かれている「あなたの信仰の通りになれ」（マタイ9：29）「見えるものは目にみえるものでできたのではない」（ヘブル11：3）という法則の奥義である。そして近年になって特に、神は祈祷室にいる趙に、１日に一時間以上絶えず啓示を与えた。趙は感激し、魂を揺り動かされた。それを他の人々と分かち合いたいと切実に思い、新たに2006年に『 4次元の人-3次元の人生を支配する』(トランスフォーメーション・グロース小牧者出版発行)を著した。"この書は趙の真骨頂と言える大作である" (大川従道牧師の推薦文より)｡ 『第四次元』の信仰に対して「『自己実現』の焼き直しに過ぎない。」とする批判があるが、「父なる神が、ご自身の偉大なる御業を人間を通して実現する」ことについて書かれている本である。

## 虚偽の主張の流布による名誉棄損被害
2014年4月、ソウル南部地方裁判所は趙に対して虚偽の事実を流布し、名誉を棄損したとして起訴されていた人物に対し情報通信網利用促進及び情報保護等に関する法律違反（名誉棄損）で、200万ウォン（約19万5000円）の罰金令を下す。韓国の国民日報によると、被告人は「インターネットに掲載された内容を引用しただけ」と主張したが認められなかった。
法律事務所ロゴスの関係者は同紙に対し、「今回の判決は、趙牧師に関してインターネット上に流布されている言葉にもすることができないあらゆる疑惑と悪口が虚偽事実であることを確認したものだ」「インターネットで虚偽の主張を流布する人々にこれ以上の違法行為をしてはならないという警告を与える意味がある」とコメントしている。

## 編集者の歪曲による『日本批判発言』誤報道
2011年3月の日本の東北地方太平洋沖地震に関して、趙の発言がインタビューをした編集者によって歪曲され、『「物質主義中心で、世俗的で、偶像崇拝の社会である日本に対する神からの警告」と述べた』などと誤った内容でオンライン新聞に掲載されてしまったため、韓国国内で激しい批判を浴びた。
その後該当記事は削除され、インタビューが歪曲されていたことに対する、日韓両国民および趙への謝罪文がオンライン新聞『ニュースミッション』より発表された。

## 背任罪で有罪判決
2013年6月10日の朝鮮日報は、「2013年6月8日に、ソウル中央地検調査部が、汝矣島純福音教会に約157億ウォン相当の損害を与えた疑いなどで告発された趙鏞基を、特定経済犯罪加重処罰法の背任容疑で在宅起訴したこと」「容疑の内容は、2002年に趙牧師が、長男のチョ・ヒジュン元国民日報社会長が所有していた建物を管理するI社の株式25万株を、適正価格（1株2万4000ウォン）の4倍近い価格で購入するよう指示し、教会に約157億ウォンの損害を与えたこと」を報じた。2014年2月20日に判決が言い渡され、同教会に131億ウォンの損害を与えたとして、趙は懲役3年、執行猶予5年、罰金50億ウォンの判決を受けた。
趙が在宅起訴された際、汝矣島純福音教会側は、牧会に専念していた趙は、一般企業で行われるような株式売買や株式の価値評価など詳細な業務を指示するだけの専門知識はなかったとして、不当な起訴だという立場を表明。同教会の教職や信徒ら16万人の署名を集め、請願書を提出していた。
この事件の内幕を報道した記事によると、裁判長は事件の背景を理解し、趙に「これはあなたの問題ではないことを知っている。息子に責任を負わせれば責任はない」と言ったが、趙は「息子が私に不義を行っても、私は私の息子に不義を行うことはできません」と答えた。
2016年6月30日に、ソウル西部地検刑事2部はこの事件について「全て嫌疑なし」決定を下し、不起訴とした。しかし、2017年5月17日に韓国の最高裁第3部は趙側の上告を棄却した。これにより、懲役2年6月、執行猶予4年を言い渡していた2審判決が確定した。

## 著書
- 『4次元の人-3次元の人生を支配する』トランスフォーメーション・グロース小牧者出版2006 ISBN 4915861902
- 『第四次元』幸福への招待 ISBN 4915559017
- 『日ごとの糧 : 箴言で開く毎日』 純福音出版 ISBN 4921156220
- 『召されし人々 』純福音出版 ISBN 4921156247
- 『山を移す信仰、火のくだる祈り』純福音出版 ISBN 4921156263
- 『夢見る人 : 繁栄の法則』純福音出版 2001　ISBN 4921156166
- 『感謝の力』 純福音出版　ISBN 4921156123
- 『天の窓を開く十分の一 』純福音出版 ISBN 4-921156-06-9
- 『祈りの鍵』幸福への招待 ISBN 4915559106
- 『祈りの9パターン』幸福への招待 ISBN 4915559114
- 『4次元の超霊力―神の力を解き放て』カッパ・ブックス光文社 ISBN 4334004822